# Стефан Махрищский
Стефа́н Ма́хрищский (ум. 14 июля 1406) — преподобный Русской церкви, память совершается 14 (27) июля.

## Житие
Родился и воспитался в Киеве. Стефан постригся в Печерской обители и провёл там несколько лет в послушании и молитве. Согласно житию, притеснения папистов заставили его вместе с другими печерскими иноками искать убежища в Москве, где его благосклонно принял великий князь Иван II. Но притеснения папистов являются анахронизмом, так как Кревская уния и привилегии католиков появились только в 1385 году. В реальности сторонник патриарха Константинопольского и единства русской церкви спасался от власти митрополита Киевского, поставленного патриархом Болгарским при помощи литовских князей, недовольных переселением законных киевских митрополитов вначале во Владимир, а затем в Москву, и воспользовавшихся тем, что митрополиты сравнительно редко служили в Киеве.
Оставшийся верным законному митрополиту Киевскому в Москве Стефан поставил себе келью в уделе московского князя в уединённом месте на берегу реки Махрищи, в 35 вёрстах от обители Сергиевой. Желая сохранить безмолвие, Стефан сначала не хотел принимать приходивших к нему, но потом уступил их просьбам и в 1358 году основал обитель. Живший близ Махры благочестивый человек отдал обители Махрищской свою усадьбу с засеянными полями, сам принял иночество с именем Григория и был любимым учеником Стефана. Это было не по сердцу соседним владельцам: они знали уважение великого князя Дмитрия к Стефану и опасались, чтобы земли, которыми они владели, перейдут во владение монастыря. Четверо из них, братья Юрцовские, подняли гонение на игумена и грозили убить его, если он не уйдёт из Махры. Стефан удалился вместе с Григорием на север и в 60 вёрстах от Вологды на реке Авнеге основал в 1370 году пустынную обитель с храмом Святой Троицы. Великий князь Дмитрий Иванович прислал пожертвования в эту обитель, а Стефана вызвал обратно в Махрищскую.
Дожив до глубокой старости, Стефан принял схиму и скончался в 1406 году.
Мощи Стефана обретены нетленными при построении каменного храма Святой Троицы в 1550 году, но оставлены в новом храме под спудом.
Житие Стефана написано игуменом (впоследствии епископом Вологодским) Иоасафом по воле митрополита Макария при пособии кратких записок, составленных столетним монахом Серапионом; Иоасафом же составлены описание чудес Стефана и служба ему. В начале XVII века Махрищская обитель, разоренная поляками, была приписана к Сергиевой лавре.